# Cymatium vespaceum
Cymatium vespaceum är en snäckart som först beskrevs av Jean-Baptiste Lamarck 1822.  Cymatium vespaceum ingår i släktet Cymatium och familjen Ranellidae. Inga underarter finns listade i Catalogue of Life.